# 어린이의 이상한 뿔피리

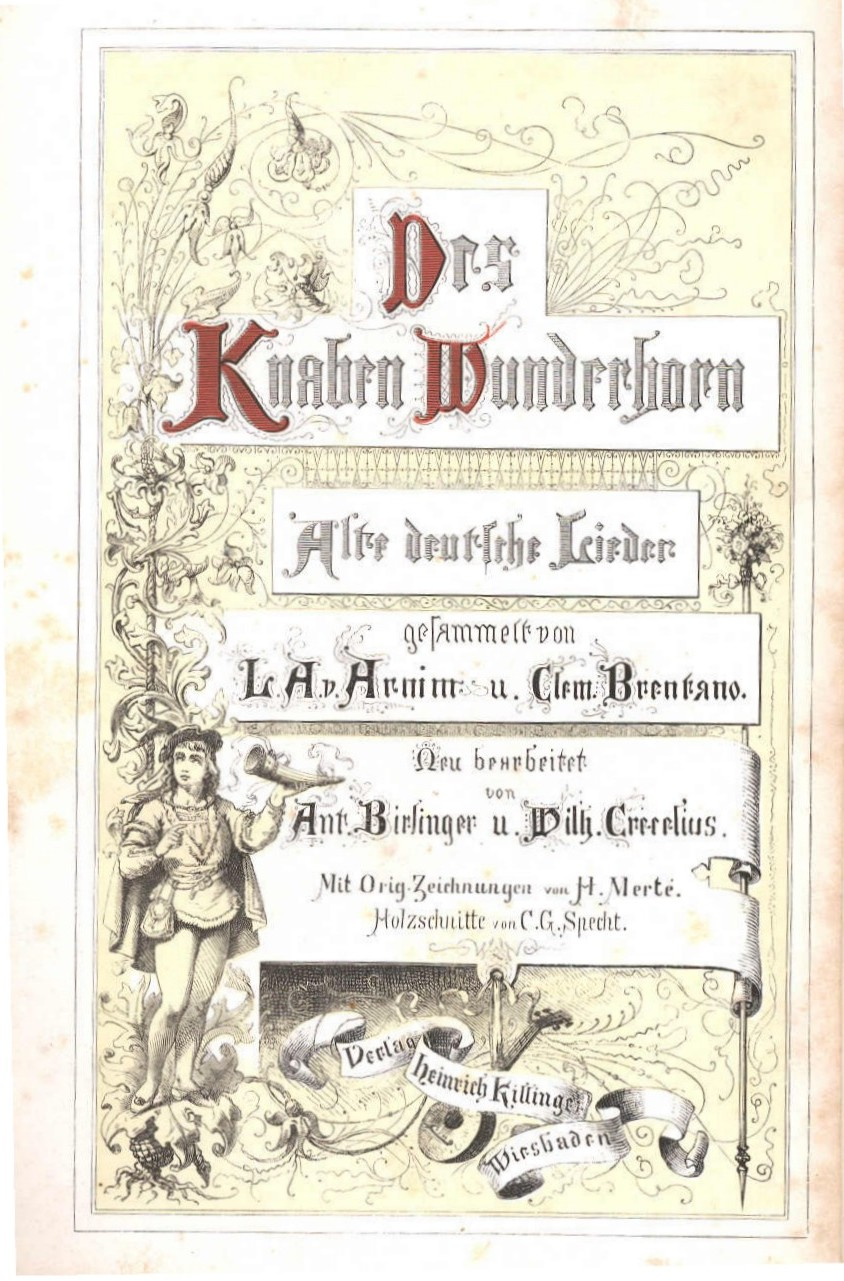

어린이의 이상한 뿔피리(Des Knaben Wunderhorn)는 아힘 폰 아르님과 클레멘스 브렌타노가 편집한 독일 민중시 모음집이다. 하이델베르크에서 출판했다. 19세기 낭만주의적 민족주의에서 나타난 이상화된 민속문화의 중요한 원천이었다. 독일어를 사용하는 지역에서 크게 인기가 있었으며, 요한 볼프강 폰 괴테는 이 책을 가리켜 '집집마다 있어야 될 책'이라고 했다.
다른 19세기 초의 노래 수집가들이 그랬듯이, 아르님과 브렌타노도 시들을 자유롭게 수정했다. 몇 가지 시들은 그들이 직접 만든 것이기도 했다. 음율 및 맞춤법을 수정한 것도 있었지만, 이상적인 낭만주의적 '민속 스타일'에 더 가깝게 하기 위하여 변형하는 경우도 있었다.

## 음악과 어린이의 이상한 뿔피리
어린이의 이상한 뿔피리의 시에 음악을 붙인 작곡가로는 카를 마리아 폰 베버, 펠릭스 멘델스존, 로베르트 슈만, 요하네스 브람스 등이 있다. 특히 구스타프 말러는 자신이 가장 좋아하는 책 중에 하나로 이 책을 꼽았으며, 일생에 걸쳐 여러번 이 시들에 음악을 붙였다.